# Кратом
Кратом (Mitragyna speciosa) е широколистно, вечнозелено дърво, характерно за Югоизточна Азия и Нова Гвинея.

## Описание
Височината на дървото достига до 15 – 16 метра. Листата му са овални или ланцетовидни, до 180 мм на дължина и 100 мм на ширина. Плодовете са като капсули, които съдържат малки плоски семена.
Листата на дървото се използват от древни времена заради своя упойващ ефект. Известно е и тяхното стимулиращо действие при ниски дози, което се изразява в енергичност и еуфория, повишено сексуално желание и други. Има сведения, че растението може да лекува наркомания. В по-висока концентрация обаче веществата крият сериозен риск за здравето, засягат се функциите на мозъка – може да се проявят психични разстройства, гадене, повръщане, запек. Честата употреба води до пристрастяване. Смесването на кратом с моноаминооксидазни инхибитори може да бъде фатално. Обикновено се приготвя, като се натрошават или смилат на прах изсушени листа и полученият продукт се разпространява в най-различни форми.
Растението е забранено в България, Австралия, Дания, Малайзия и други.